# Threskiornithinae
Los tresquiornitinos (Threskiornithinae) son una subfamilia de aves pelecaniformes de la familia Threskiornithidae, conocidas popularmente como ibis, palabra proveniente del griego, que a su vez proviene del hîb del egipcio antiguo.
Tienen el cuello largo y el pico curvado hacia abajo, y normalmente se alimentan en grupo, sondeando el barro para obtener la comida, normalmente crustáceos. La mayoría nidifica en árboles, a menudo con espátulas o garzas.
Según el folklore, el ibis es el último animal que se refugia antes de un huracán, y el primero en reaparecer después del paso de la tormenta. El ibis era objeto de veneración religiosa en el antiguo Egipto; particularmente asociado con el dios Dyehuty (Thot).

## Características
Los ibis tienen una longitud de 50 a 110 cm, el ibis blanco pesa unos 1,3 kg. Es característico el pico largo, delgado y curvado. A menudo lo utiliza para hurgar en el suelo fangoso en busca de alimento, y en los habitantes de hábitats más áridos también lo introducen en las grietas de las rocas. Las alas anchas permiten un vuelo rápido y potente.

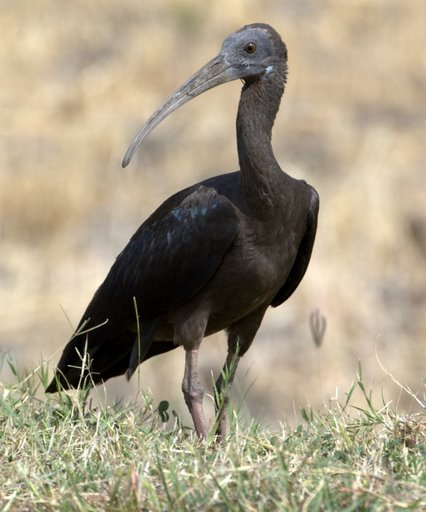
Ibis verrucoso, es una especie de ibis negro propio de la India.

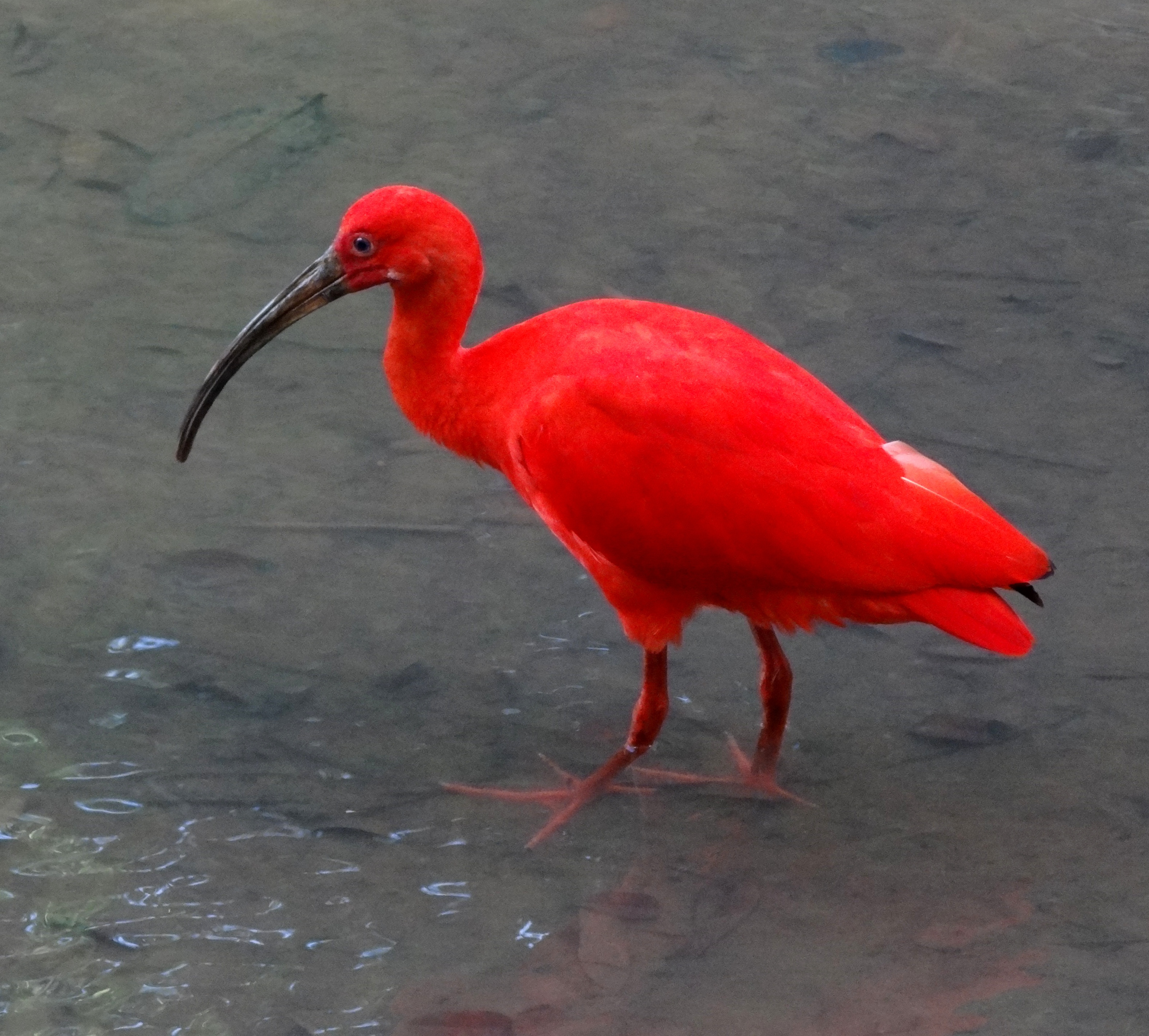
Ibis escarlata, es una especie de ibis escarlata propio de las costas del norte de Sudamérica y la costa sureste de Brasil.

## Distribución y hábitat
En todo el mundo, los ibis habitan en zonas tropicales, subtropicales y templadas-cálidas. Su hábitat típico son las orillas de los lagos o los ríos de corriente lenta, tanto en paisajes abiertos como en densas selvas tropicales. Sin embargo, algunas especies también viven en estepas y sabanas. Las poblaciones existentes del Ibis calvo incluso viven en semidesiertos rocosos; en esta especie, el apego al agua es menos pronunciado.
La mayoría de los ibis son aves de humedales de agua dulce que utilizan marismas naturales, estanques, lagos, riberas de los ríos para buscar alimento. Algunas especies de ibis como el ibis cariblanco, y ibis de cabeza negra se benefician de la agricultura inundada y de regadío. El ibis andino es inusual por encontrarse en pastizales de gran altitud de Sudamérica. El comportamiento de búsqueda de alimento y nidificación, así como la fluctuación del número de ejemplares del ibis blanco coinciden estrechamente con los niveles de agua en el ecosistema de los Everglades, lo que llevó a su selección como especie indicadora potencial del sistema.  Pocas especies de ibis como el ibis oliváceo y el ibis verde se encuentran también en bosques densos. Los pastizales de los Llanos de Venezuela tienen la mayor diversidad global de ibis con siete especies que comparten los pantanos y pastizales. Varias especies de ibis consiguen utilizar la misma zona mostrando diferencias en los hábitats utilizados y las presas consumidas. En los paisajes agrícolas de la India, tres especies de ibis se las arreglan para convivir alterando los hábitats que utilizan según la estación: los ibis de cabeza negra y los lustrosos prefieren los humedales poco profundos durante todo el año, mientras que los ibis endémicos de nuca roja prefieren las zonas altas, evitando así por completo posibles interacciones competitivas.

## Reproducción
La mayoría de los ibis prefieren anidar en los árboles. Las excepciones son el ibis ermitaño, que anida en acantilados, y el ibis sagrado (Threskiornis aethiopica), que construye sus nidos en el suelo. Los ibis negros (Pseudibis papillosa) pueden encontrarse en grupos de sólo 2 o 3 miembros cuando anidan, mientras que los ibis sagrados pueden formar enormes colonias de cría de más de 10.000 individuos. Los ibis pueden compartir sus colonias con otras aves, como garzas y garcetas. Los ibis blancos ponen de 2 a 5 huevos durante la temporada de anidación. Los huevos tardan entre 21 y 23 días en incubarse. Las crías salen del cascarón en aproximadamente 28 a 35 días. Tanto el macho como la hembra se turnan en la vigilancia del nido hasta que los pollos son lo suficientemente grandes como para defenderse. Además, ambos padres ayudan a alimentar a los polluelos.

## Dieta
Muchas especies se alimentan de insectos acuáticos, larvas de insectos, pequeños crustáceos y moluscos, y más raramente de pequeños peces y anfibios. En cambio, las pocas especies que viven lejos del agua, en zonas más secas, se alimentan de saltamontes, escarabajos, arañas y caracoles, y más raramente de lagartos, serpientes y ratones. Todos los ibis utilizan sus largos picos para buscar comida introduciéndolos en el barro y la tierra.

## Géneros y especies
La subfamilia Threskiornithinae incluye 26 especie en 12 géneros:
- Género Threskiornis
  - Threskiornis aethiopicus
  - Threskiornis bernieri
  - Threskiornis melanocephalus
  - Threskiornis moluccus
  - Threskiornis solitarius †
  - Threskiornis spinicollis
- Género Pseudibis
  - Pseudibis papillosa
  - Pseudibis davisoni
  - Pseudibis gigantea
- Género Geronticus
  - Geronticus eremita
  - Geronticus calvus
- Género Nipponia
  - Nipponia nippon
- Género Bostrychia
  - Bostrychia olivacea
  - Bostrychia rara
  - Bostrychia hagedash
  - Bostrychia carunculata
- Género Theristicus
  - Theristicus caerulescens
  - Theristicus caudatus
  - Theristicus melanopis
- Género Cercibis
  - Cercibis oxycerca
- Género Mesembrinibis
  - Mesembrinibis cayennensis
- Género Phimosus
  - Phimosus infuscatus
- Género Eudocimus
  - Eudocimus albus
  - Eudocimus ruber
- Género Plegadis
  - Plegadis falcinellus
  - Plegadis chihi
  - Plegadis ridgwayi
- Género Lophotibis
  - Lophotibis cristata

## En la cultura
El ibis sagrado africano era un objeto de veneración religiosa en el antiguo Egipto, especialmente asociado a la deidad Djehuty o también llamada comúnmente en griego Thoth. Se le responsabiliza de la escritura, las matemáticas, la medición y el tiempo, así como de la luna y la magia. En las obras de arte del Período Tardío del Antiguo Egipto, Thot se representa popularmente como un hombre con cabeza de ibis en el acto de escribir. Sin embargo, la diversidad mitocondrial en las momias de ibis sagrados indica que los antiguos egipcios capturaban las aves de la naturaleza en lugar de criarlas.
En la ciudad de Hermópolis, los ibis se criaban específicamente con fines de sacrificio y en las Galerías de los Ibis de Saqqara, los arqueólogos encontraron las momias de un millón y medio de ibis.
Según la leyenda local de la zona de Birecik, el ibis calvo del norte fue una de las primeras aves que Noé soltó del Arca como símbolo de fertilidad, y un persistente sentimiento religioso en Turquía ayudaron a que las colonias de ese país sobrevivieran mucho tiempo después de la desaparición de la especie en Europa.
La mascota de la Universidad de Miami es un ibis blanco americano llamado Sebastián.  El ibis fue elegido como mascota de la escuela por su legendaria valentía durante los huracanes.  Según la leyenda, el ibis es el último miembro de la fauna que se refugia antes de que llegue un huracán y el primero que reaparece una vez que la tormenta ha pasado.
La revista de humor de la Universidad de Harvard, Harvard Lampoon, utiliza el ibis como símbolo. Una estatua de cobre de un ibis se exhibe de forma prominente en el tejado del Harvard Lampoon Building en el número 44 de Bow Street.
El cuento "El ibis escarlata" de James Hurst utiliza el pájaro rojo como presagio de la muerte de un personaje y como símbolo principal.
El ibis sagrado africano es el símbolo de la unidad de las fuerzas especiales israelíes conocida como Unidad 212 o Maglan (hebreo מגלן).
Según Josefo, Moisés utilizó el ibis para ayudarle a derrotar a los etíopes.
El ibis blanco australiano se ha convertido en un foco de arte, cultura pop y memes desde que se adaptó rápidamente a la vida de las ciudades australianas en las últimas décadas, y se ha ganado los apodos populares de "pollo de cubo de n<basura" y "pavo de punta".

## Galería

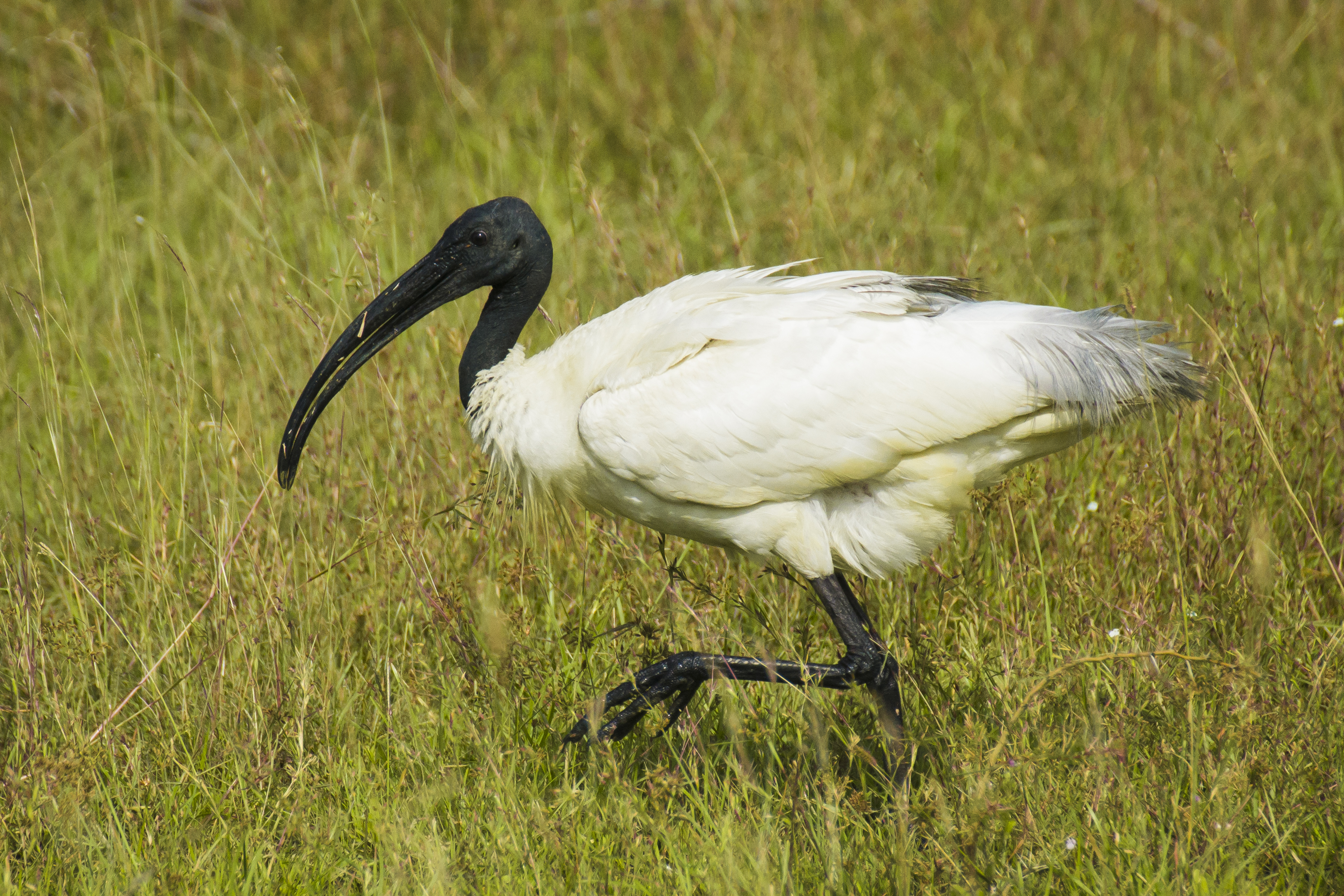
Ibis cabecinegro
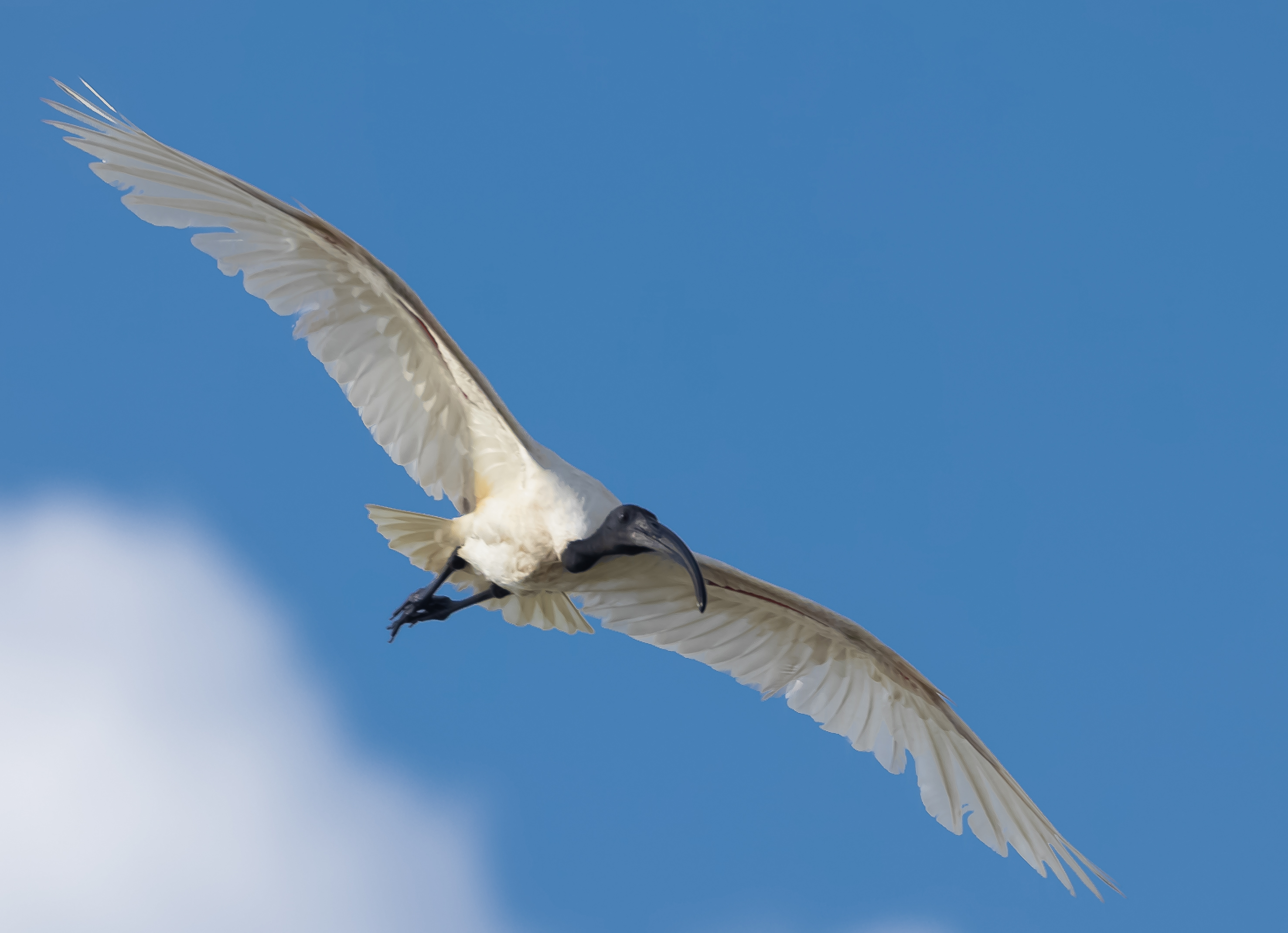
Ibis cabecinegro
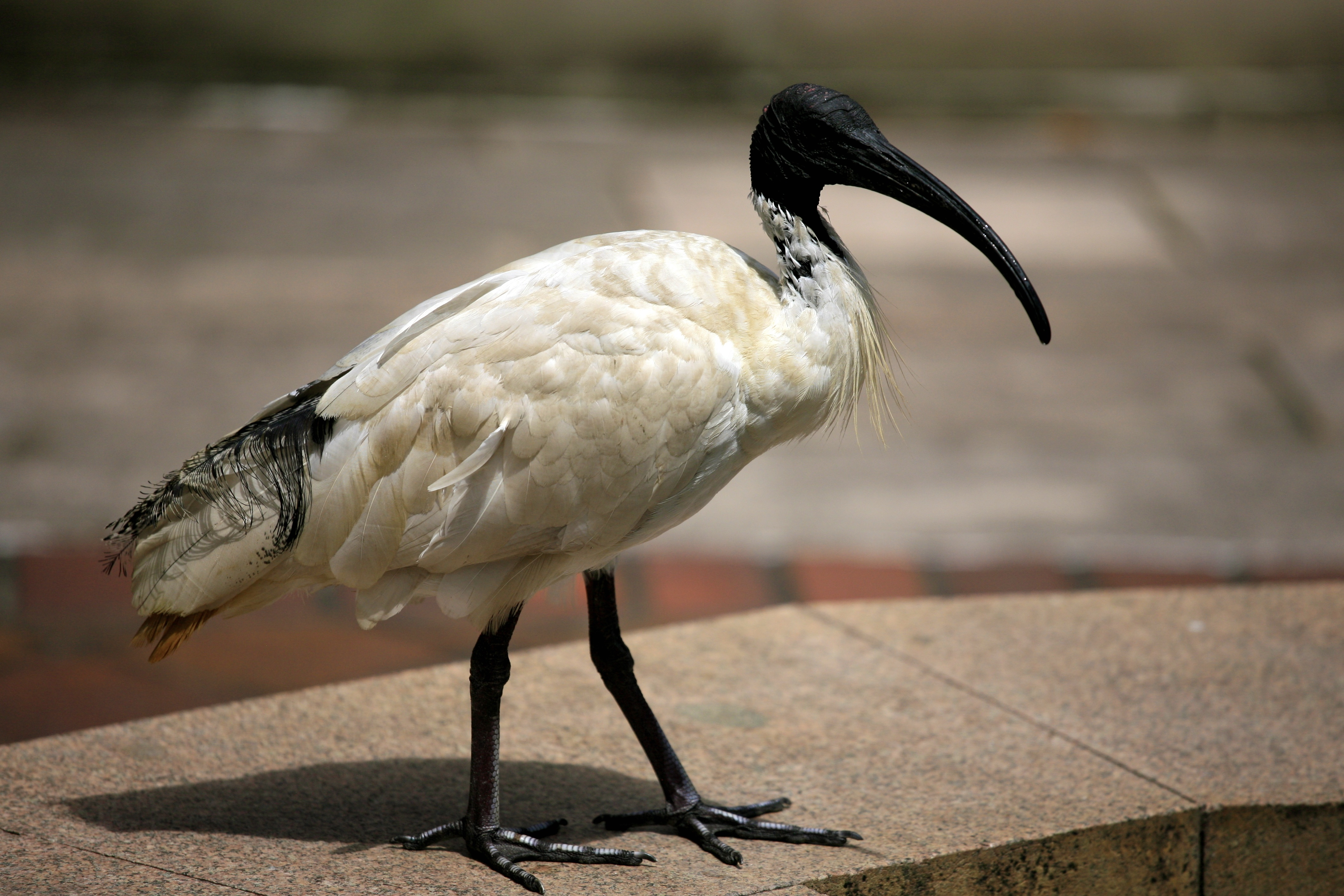
Ibis blanco australiano
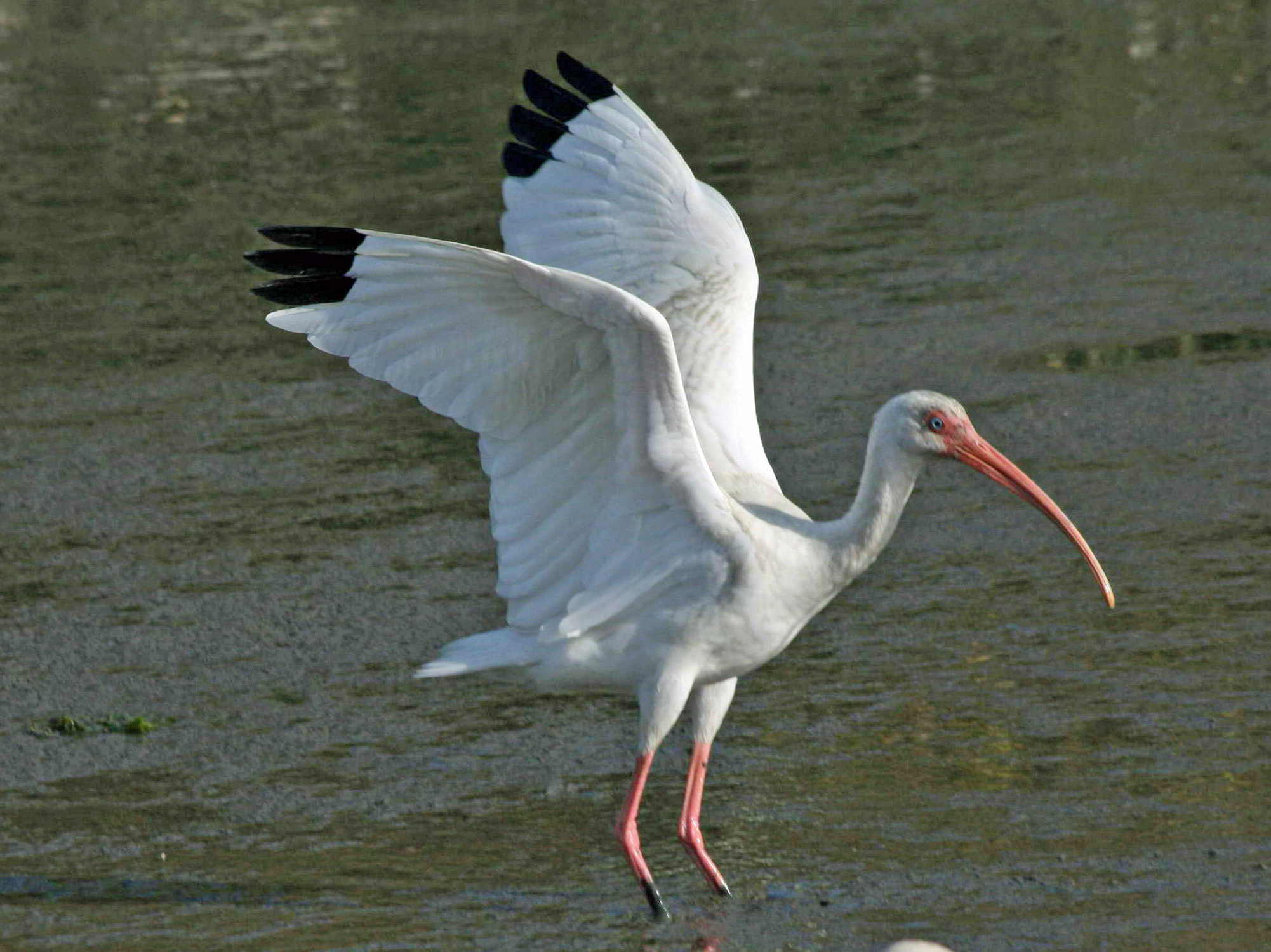
Ibis blanco americano
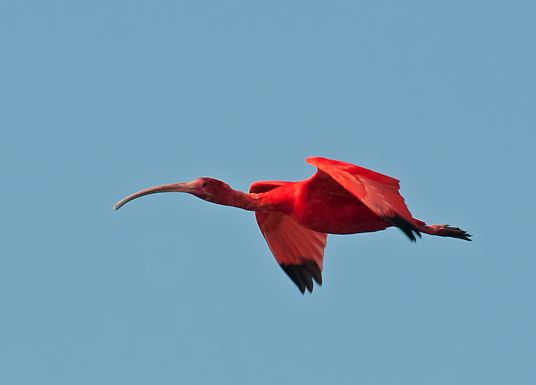
Ibis escarlata
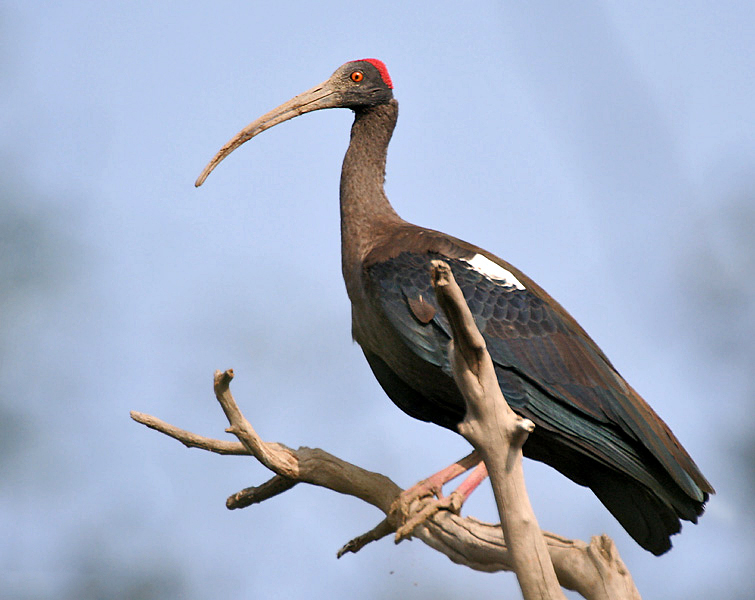
Ibis verrucoso
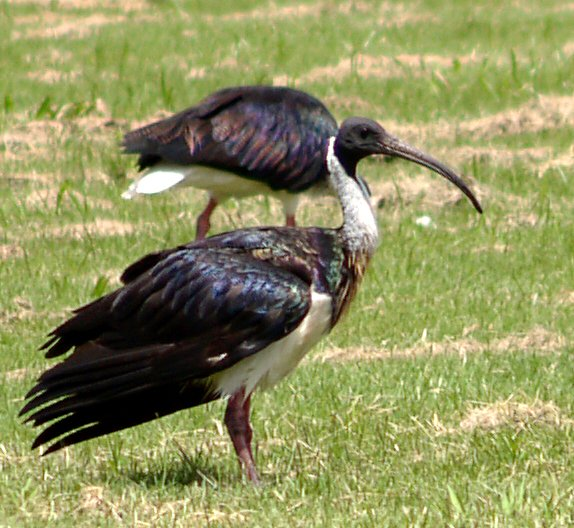
Ibis australiano
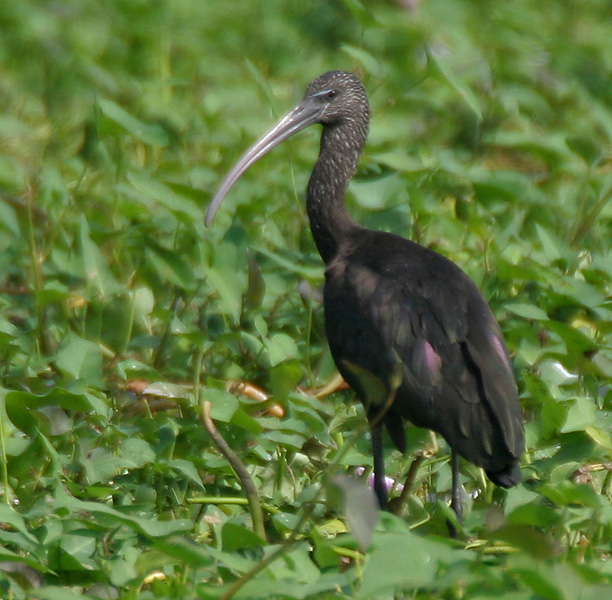
Morito común
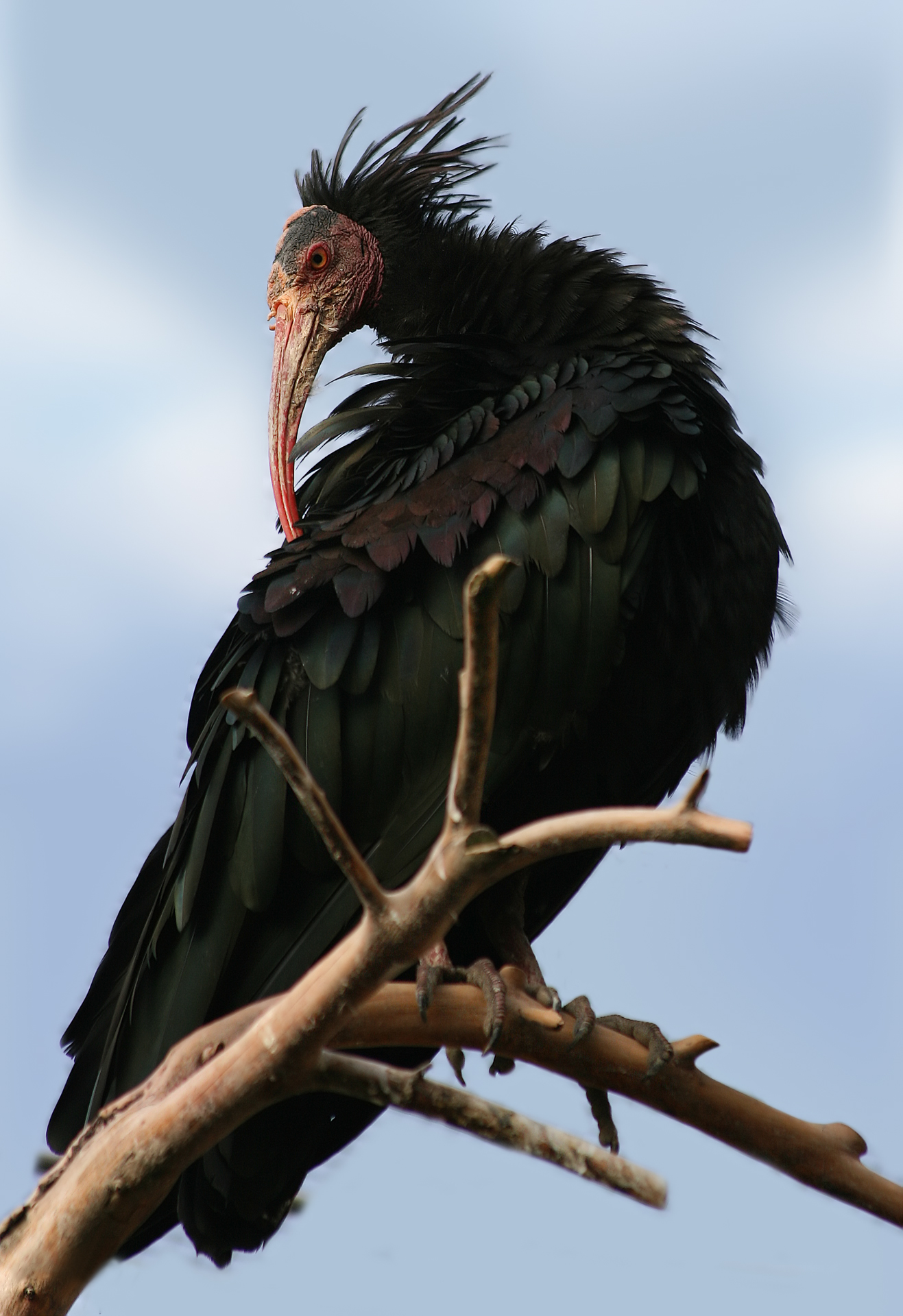
Ibis calvo del norte
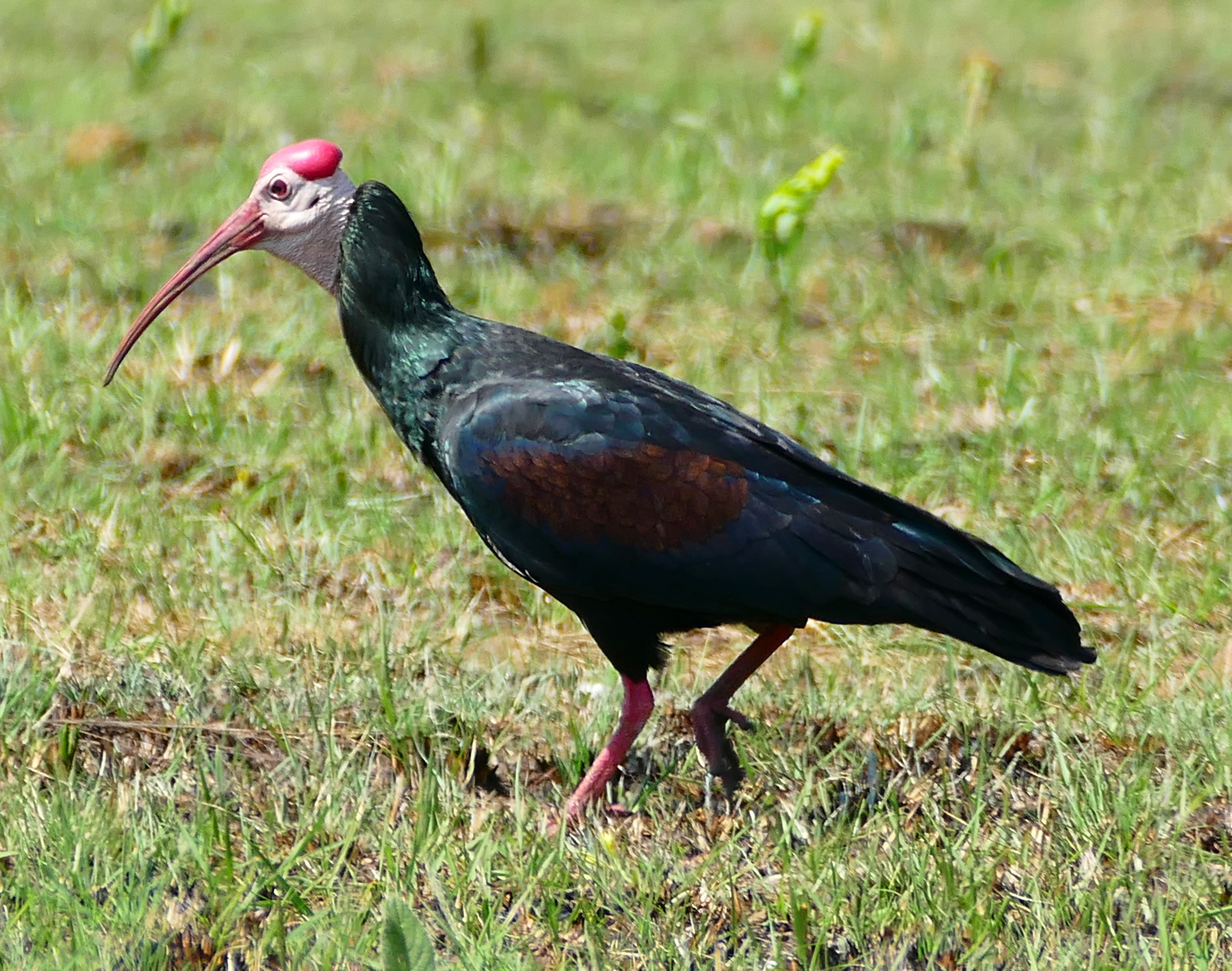
Ibis calvo del sur
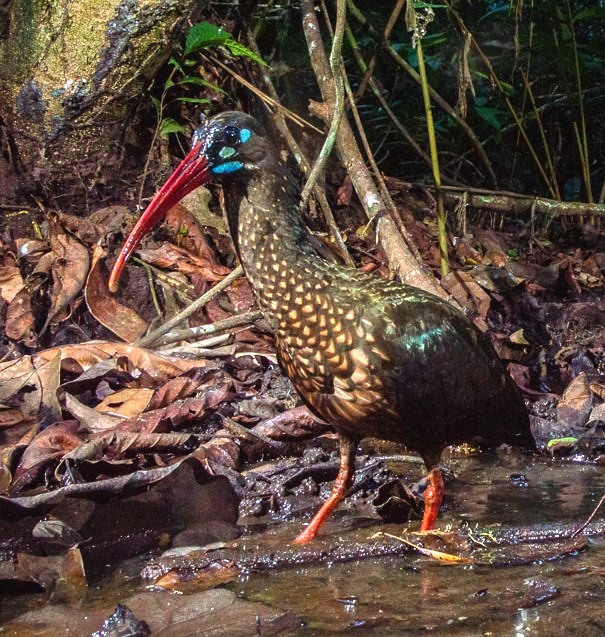
Ibis manchado
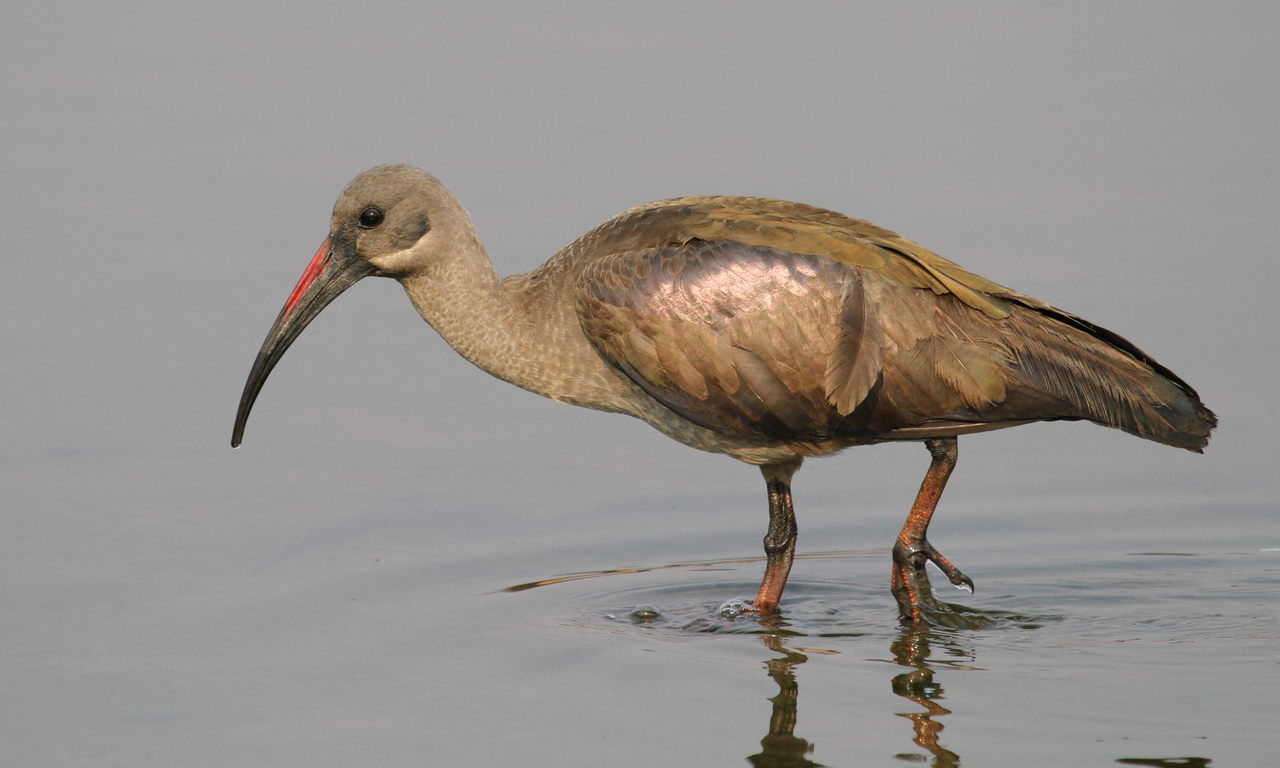
Ibis hadada